# Тендітник Дмитро Іванович
Тендітник Дмитро Іванович (5 листопада 1913, Бобрівник — 13 серпня 1998, Бобрівник
) — Герой Соціалістичної Праці, Почесний громадянин Зіньківщини (посмертно), бригадир тракторної бригади колгоспу «Україна» (Зіньківського району). Депутат Верховної Ради УРСР 7—8-го скликань.

## Трудова діяльність
Із сім'ї селян-бідняків. Мав чотирирічну початкову освіту, закінчив курси трактористів при МТС.
Трудову діяльність розпочав 1930 року в колгоспі. Навесні 1936 року дирекція Зіньківської машинно-тракторної станції направила Тендітника на навчання до республіканської школи механіків у Краснокутську. Після закінчення навчання працював у колгоспі «Більшовик» (село Яновщина, нині Високе) дільничним механіком, потім бригадиром тракторної бригади. Перед війною отримав грамоту Всесоюзної сільськогосподарської виставки.
У роки війни працював у тилу трактористом, вирощував хліб для фронту.
Загальний трудовий стаж Тендітника — 44 роки.

## Досягнення
Із 1958 — бригадир тракторної бригади з вирощування цукрових буряків колгоспу «Україна». Пропагував груповий метод роботи тракторів, який потім широко запроваджували в районі і області. Запровадив побудову ремонтних майстерень прямо на польовому стані заради уникнення простоїв техніки. У 1960-х роках організував механізацію вирощення цукрових буряків, кукурудзи. На базі тракторної бригади було створено обласну школу високої культури землеробства.

## Громадсько-політична діяльність, нагороди
31 грудня 1965 року Д. І. Тендітнику за високі трудові здобутки присвоєне звання Героя Соціалістичної Праці. Член КПРС. Обирався депутатом Верховної Ради УРСР 7-го і 8 скликань. Делегат XXIII з'їзду компартії України і XXIV з'їзду КПРС. Брав участь у роботі Третього Всесоюзного з'їзду колгоспників. У 1987 році був учасником республіканського з'їзду ветеранів партії, війни і праці.
Нагороди:
- Орден Леніна
- Орден Жовтневої Революції
- Орден Трудового Червоного Прапора
- Медаль «За трудову доблесть»
- Медаль «За трудову відзнаку»
- Медаль «Золота Зірка»
- Медаль «Серп і Молот»
- кілька десятків почесних грамот та ін.